# 平樂李家大院
平樂李家大院位於四川省成都市邛崍市，文物遺址年代判定為清代。2007年6月1日公佈為四川省第七批文物保護單位。